# Старе місто Зальцбург
47°48′13″ пн. ш. 13°02′18″ сх. д. / 47.8036° пн. ш. 13.0383° сх. д.
За́льцбург (нім. Salzburg [ˈzalt͡sbʊɐ̯k] д·і, бавар. Soizburg — дослівно «Соляний за́мок») — місто на заході Австрії, столиця федеральної землі Зальцбург. Зальцбург — один з найвідоміших культурних центрів Австрії. Зальцбург нерідко називають «музичною скринькою»: декоративна компактність історичної частини міста не поєднується з грандіозністю музичних заходів, які тут проводяться.

## Історія
Зальцбург — одне з найдавніших міст Австрії. Він виник в 696 році на місці римського укріпленого табору Ювавум, а свою назву отримав від слова Salz — «сіль», видобуток якої вівся в його околицях. Засновником Зальцбурга вважається Святий Руперт, який розпочав будівництво монастиря Святого Петра. Святий Руперт став і першим архієпископом Зальцбурга, і на багато століть місто перетворилося на справжній оплот католицтва.
В 739 році місто стало єпископською резиденцією, в кінці VIII століття при єпископах Віргілії та Арно місто стало центром місіонерської активності християнської церкви в альпійському регіоні. З цих же часів місто носить ім'я Зальцбург, яким зобов'язано численним родовищам солі в окрузі. В 798 році зальцбурзькі єпископи підвищили статус і стали архієпископами.
Останнім зальцбурзьким архієпископом був Ієронім Йосеф Франц де Паула Коллоредо фон Вальзеє унд Мельс, який в 1800 році втік від Наполеона і три роки по тому відмовився у Відні від свого титулу. На деякий час місто відійшло до Австрії, яку змінила Баварія, і лише в 1816 році, але рішенням Віденського конгресу, він остаточно отримав свою австрійську приналежність; але і в лоні австрійської імперії Зальцбург залишився космополітичної столицею, невеликою і одночасно безмежною.
Сучасний Зальцбург — високорозвинене індустріальне місто. У місті і околицях розташовуються численні підприємства автоматизації, високих технологій, розробки програмного забезпечення, телекомунікаційного сектора, індустрії мультимедіа. Найважливішу роль в економіці міста грає туризм — місто відвідує щороку до 7 мільйонів туристів, а також торгівля і банківська справа. Єдиною галуззю, що грає важливу роль в економіці міста з часів середньовіччя, залишається виробництво пива та мінеральної води.

## Старе місто
Старе місто в Зальцбурзі дуже велике і розташоване на обох берегах річки Зальцах. Міська забудова — дуже стара і налічує 5-6 століть. Але не шукайте тут різнокольорових фахверків і «пряничних» будинків. Середньовічна забудова Зальцбурга — стримана, але велична.
Визнання Старого міста Зальцбурга об'єктом світової спадщини ЮНЕСКО в 1997 році підтверджує його міжнародне значення.
Старе місто зі своїм різноманіттям архітектурних стилів є справжньою скарбницею, не в останню чергу, завдяки суворим охоронним заходам. Якщо не поспішаючи пройти численними маленькими провулками (найвідомішими вважаються Гетрайдегассе («Зерновий провулок»), Юденгассе («Єврейський провулок»), Гольдгассе («Золотий провулок»), Кегассе («Набережний провулок»), а також Лінцергассе («Лінцевський провулок») і Штайнгассе («Кам'яний провулок»)), на обмеженому просторі можна побачити споруди епох Середньовіччя, Романтизму, Ренесансу, Бароко, а також благородні будинки періоду монархії в стилі класицизму.

## Визначні місця

### Парк Мірабель
Парк Мірабель — одна з найбільш відвідуваних визначних пам'яток Зальцбурга. Розташований він трохи осторонь від інших відомих місць міста, на іншому березі річки Зальцах.
Парк Мірабель — характерний приклад стилю бароко. Тераси, яскраві клумби, мармурові статуї і фонтани роблять його дуже яскравим і пишним. Особливо гарний Мірабель в літню сонячну погоду.
У центрі парку розташований красивий фонтан, оточений чотирма скульптурами. Вони зображують сцени з міфів стародавньої Греції. Одна статуя присвячена епізоду, коли Геракл піднімає Антея, щоб відірвати його ноги від землі і позбавити сил, якими живила його мати Гея. Інша — Паріс викрадає Єлену — являє собою інцидент, що послужив початком Троянській війні. Статуї, створені в 1690 році Оттавіо Мосто, символізують чотири стихії — Воду, Вогонь, Землю і Повітря.
Поглянувши в південному напрямку, можна побачити красиву панораму. З парку відкривається приголомшливий вид на фортецю Гоензальбург. А в північній частині парку розташований палац Мірабель, що дав ім'я парку.
Поруч з палацом — так званий сад гномів. Увійти в сад можна через місток, прикрашений двома скульптурами таких же гномів. Гноми уособлюють людські пороки й чесноти. Існує легенда, що колись їх було 28, але потворні карлики категорично не сподобалися жив у свій час в замку кронпринцові Людвігу Баварському, і більшість фігурок були продані.
За високими стриженими лаштунками сховався Зелений театр, побудований в період між 1704 і 1718 рр. Це один з найстаріших діючих Зелених театрів на північ від Альп — тут до сих пір проходять виступи на відкритому повітрі влітку, в тому числі концерти Зальцбурзького фестивалю.

### Монастир Капуцинів
Монастир Капуцинів розташувався на однойменній горі в центральній частині старого міста. Будинок будували на висоті майже 700 метрів, тому звідси відкривається чудовий вид на міські околиці. Між іншим, це найвища точка Зальцбурга.
Сьогодні в споруді проживають церковнослужителі, які регулярно проводять церемонії і служби, які, на жаль, закриті від цікавих поглядів туристів. Всюди панує спокій і тиша. Собор почали будувати в XVII столітті, хоча історія споруди сягає корінням у середньовічні часи. Тоді на цій землі височіла єдина вежа, на яку була покладена оборонна функція. Адже з такої висоти можна було побачити ворога на великій відстані. Трохи пізніше споруда перетворюється на фортецю, а в кінці XVI століття один з архієпископів запрошує в ці краї Капуцинський орден, свято вірячи в те, що ченці здатні знову залучити парафіян до храму. І ось кілька років потому зводиться церква.
З часом територія монастиря росла, зводилися нові будинки, коридори, келії. Внутрішнє оздоблення оформлено в готичному стилі, при цьому всюди відчувається стриманість і скромність.

### Собор святих Руперта і Вергілія
Собор святих Руперта і Вергілія — кафедральний римо-католицький собор, що знаходиться в австрійському місті Зальцбург. Побудований у XVII столітті в стилі бароко. У сімнадцятому столітті собор був повністю перебудований в стилі бароко під керівництвом принца-біскупа Вольфа Дітріха Райтенау, коли і набув свого нинішнього вигляду.
Зальцбурзький собор побудований з темно-сірого конгломерату з Мюнхсберга. З обох боків головного фасаду розташовані вежі-близнюки, висотою по 79 м, побудовані у 1652-1657 роках. Собор став першою культовою спорудою, побудованою виключно у італійському стилі, розташованій північніше Альп. Перед західним фасадом знаходяться чотири статуї, вирізьблені зі світлого мармуру, і присвячені святим Руперту і Вергілію, покровителям Зальцбургу (виконані бл. 1660 року), а також Петру і Павлу (1697-98).
Вхід у собор закривають троє масивних бронзових дверей, які символізують Віру (ліві двері), Любов (середні) та Надію (праві), роботи Тоні Шнайдер-Манзеля, Джакомо Манцу і Евальда Матаре (1957—1958). Собор вміщує понад 10 000 прихожан. Великий орган, що складається із 4 000 труб, датується 1703 роком.

### Альтермаркт (Старий Ринок)
Прямокутна витягнута площа з фонтаном — Альтермаркт, або Старий ринок. Вона знаходиться між вулицею Гетрайдегассе і кафедральним собором Зальцбурга.
Площа Альтермаркт забудована в основному будинками XVIII—XIX ст. Серед її визначних пам'яток: «найменший будиночок» міста, фонтан XVII ст. посеред площі зі статуєю Святого Флоріана і красивою кованими ґратами, будівля колишньої придворної аптеки, старовинне кафе «Томаселлі», яка приймає відвідувачів з 1703 року, кондитерська Фюрста.

### Резиденція архієпископа
Резиденція архієпископа розташована в історичному центрі Зальцбурга, між двома головними площами міста — Соборною площею (Domplatz) і площею Резіденцплац (Residenzplatz), на яку будівлю звернено парадним фасадом.
Перша згадка про будівлю резиденції відноситься до 1120 році. У XV—XVI століттях будівля перебудовувалася, а головні зміни припали на період правління князя-архієпископа Вольфа Дітріха фон Райтенау (1587—1612), який побажав в ім'я церкви вибудувати справді грандіозна споруда.
Вхід в резиденцію здійснюється через аркади у внутрішньому дворі, прикрашені фонтаном Геркулеса (Herkulesbrunnen). Зліва від фонтану знаходиться вхід в приміщення, де широкі сходи веде в парадні зали резиденції. На першому поверсі розташований урочистий Зал карабінерів (Karabinierisaal) — самий просторий зал резиденції, побудований близько 1600 року. Велика стельова фреска була створена в 1689 році австрійським живописцем Йоганном Міхаелем Ротмайром (1654—1730).
У резиденції є і невелика капличка, купол якої прикрашений фрескою із зображенням Бога Отця, роботи Йоганна Міхаеля Ротмайра. Вівтар каплиці був, ймовірно, створений в 1710 році італійським майстром Антоніо Бедуцці.